# K3/4 열차
K3/4 열차(중국어: K3 / 4次列车)는 주당 1편 베이징 시 둥청 구 베이징 역에서 러시아 모스크바 야로슬랍스키 역까지 운행되는 중화인민공화국 횡단 철도이다. 중국철도총공사에 의해 운행되며, 기관차는 중국철도총공사가 제공한다. 1958년에 소비에트 연방 공화국 이르쿠츠크에서 열린 중소 철도 대표 회의에서 의정서가 채택 후 같은 해 6월부터 운행에 들어갔다.
소요시간은 모스크바 방면 기준으로 5박 6일, 베이징 방면 기준으로 6박 7일이며, 3개의 국가를 지난다. 세계에서 가장 긴 국제선 장거리 열차로 열차 번호 표기 시 중화인민공화국의 경우 K3/4 열차로 표시한 반면 몽골과 러시아의 경우 003/004로 표시한다.

## 사진

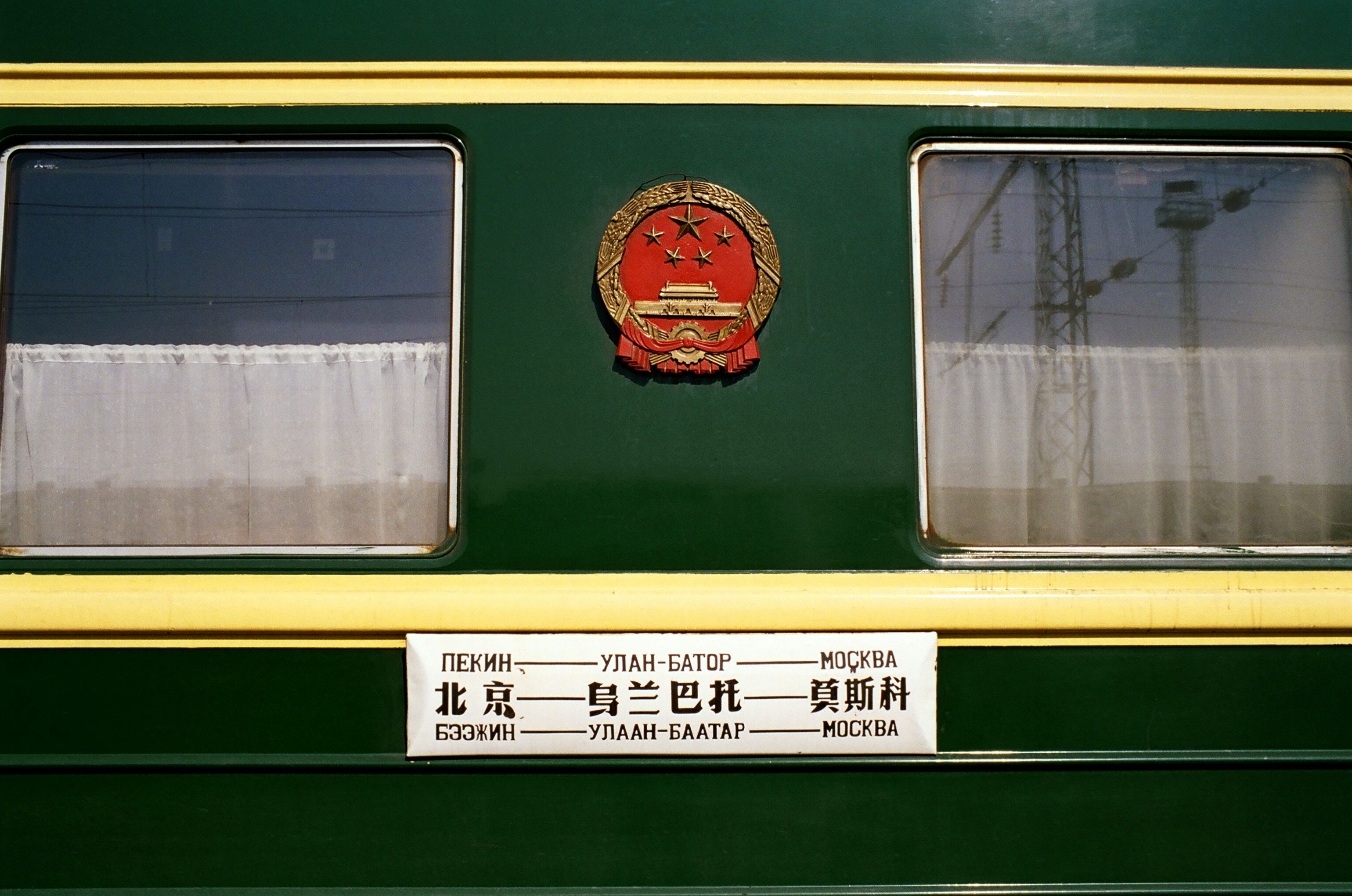
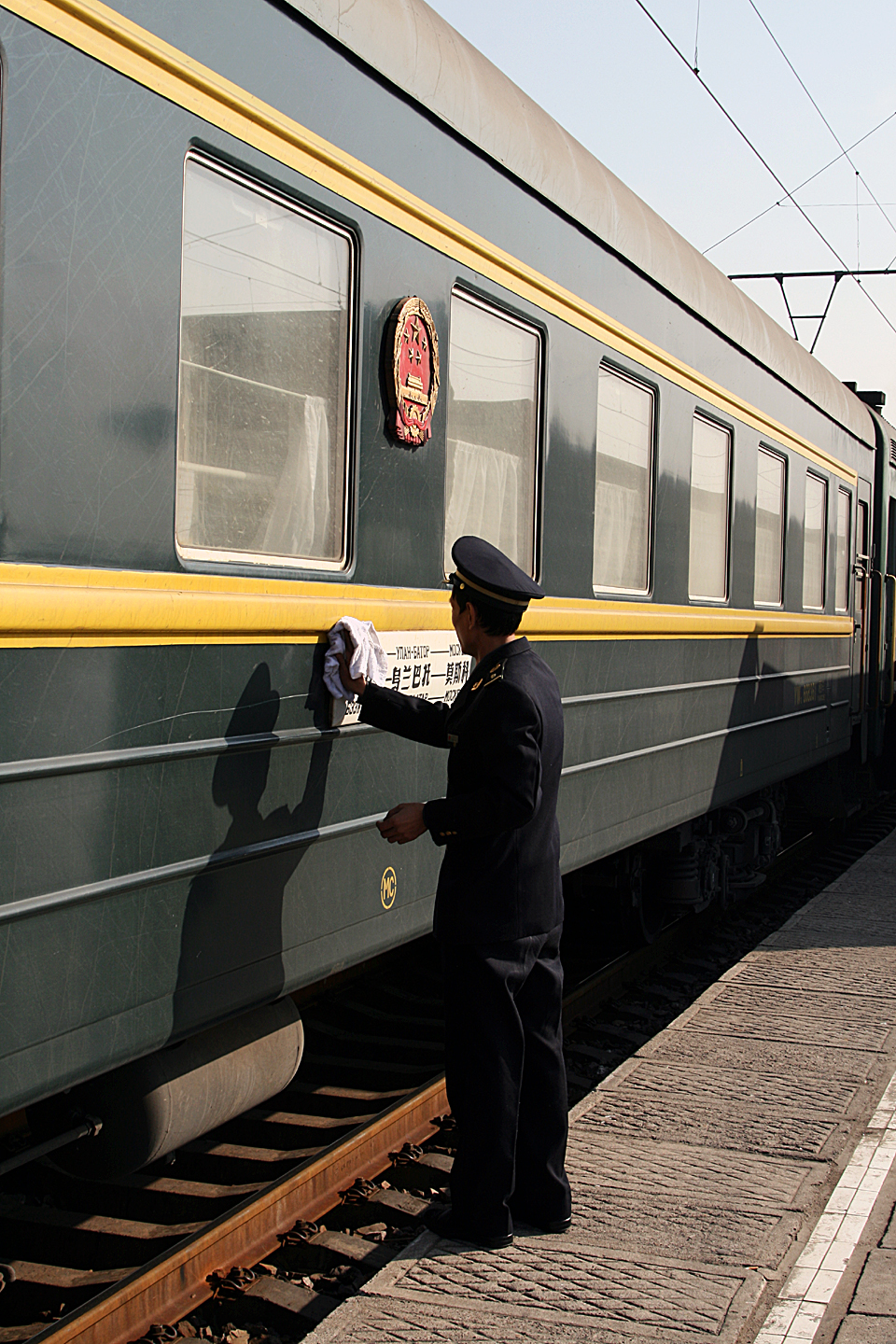
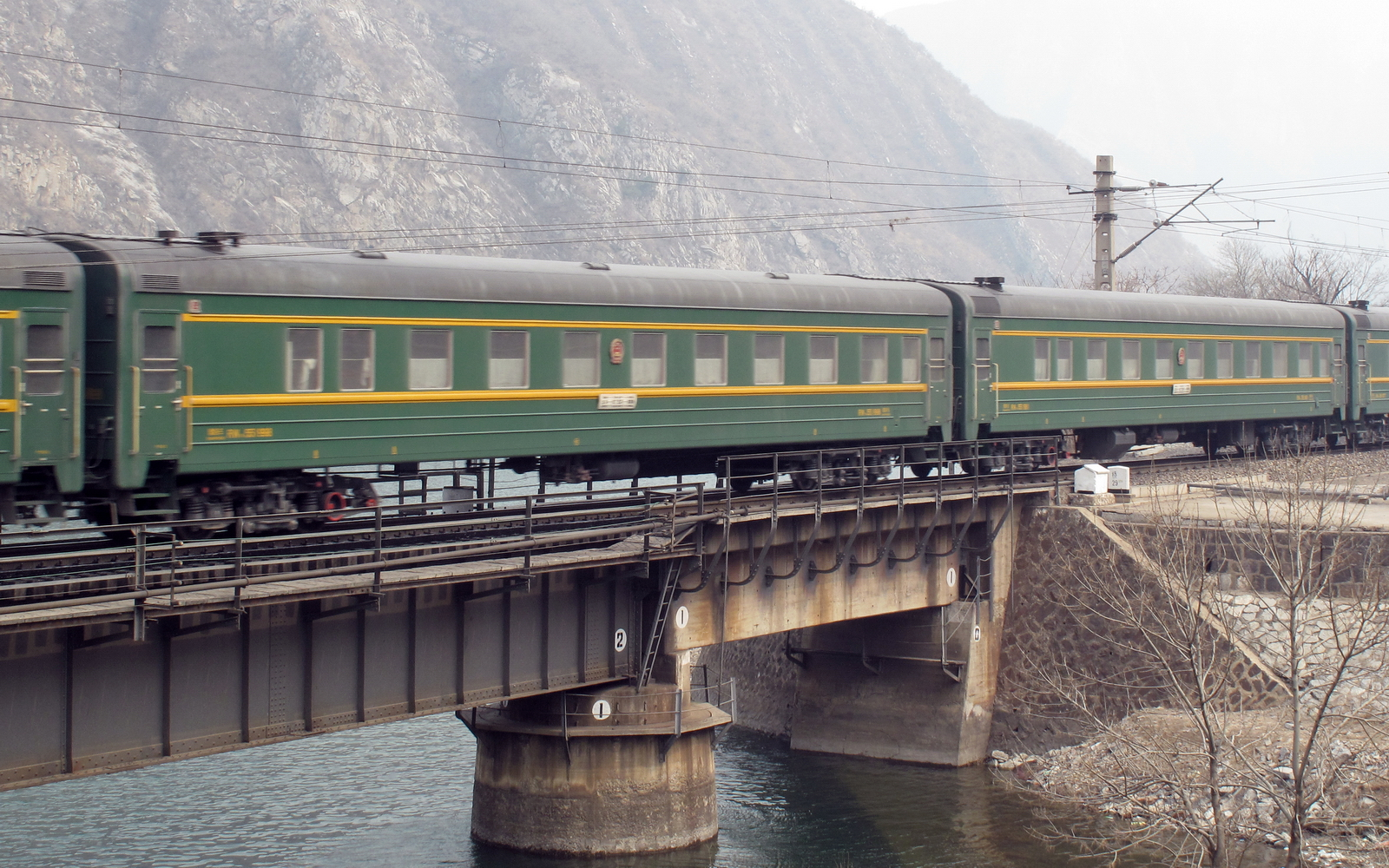
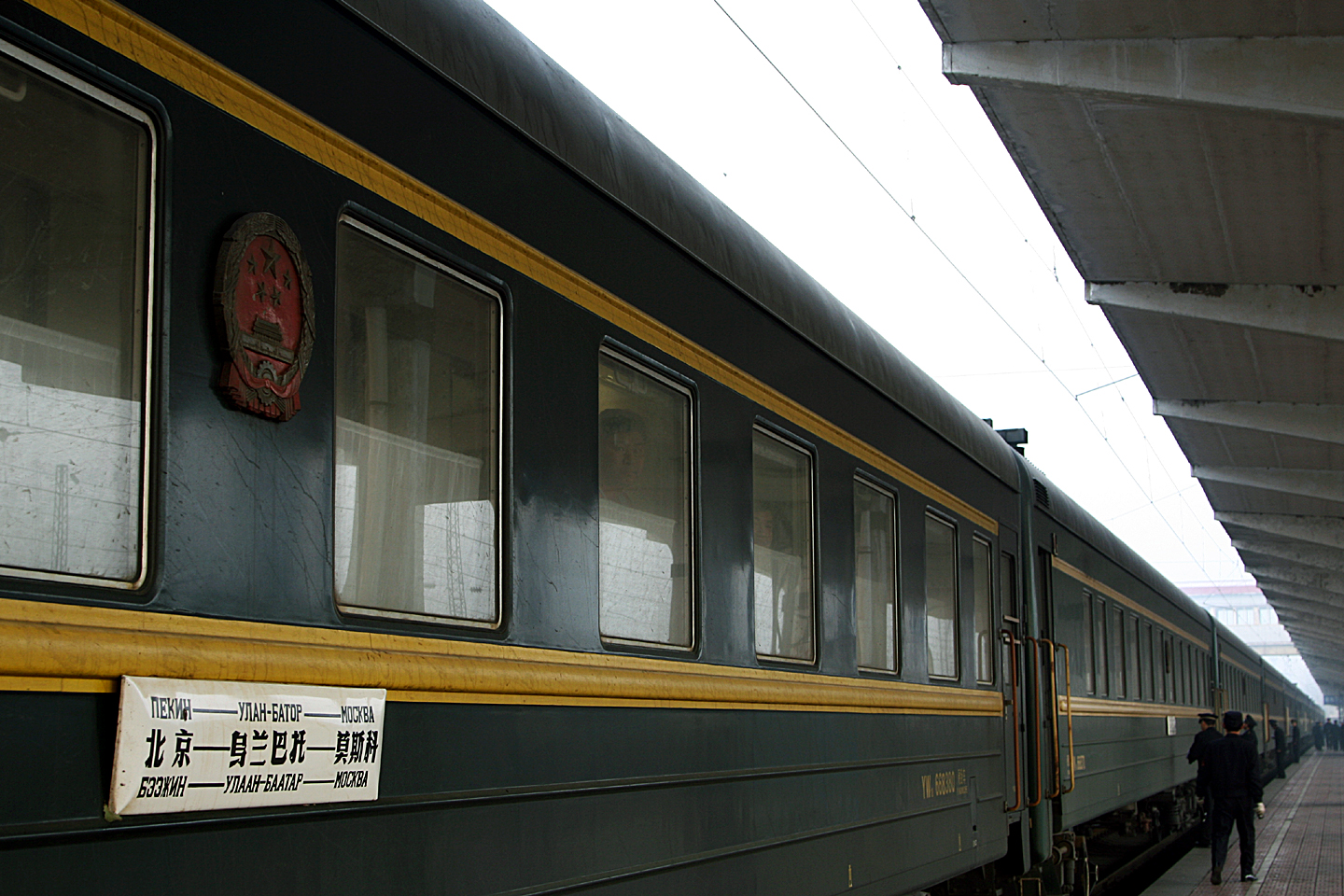

## 같이 보기
- 보스토크호